# Сокарайдес, Чарльз
Чарльз В. Сокарайдес (англ. Charles W. Socarides; 24 января 1922, Броктон, Массачусетс — 25 декабря 2005, Манхэттен, Нью-Йорк) — американский психиатр, психоаналитик, сексолог, преподаватель, автор ряда научных трудов по вопросам гомосексуальности. Доктор медицины, профессор. Один из основателей (наряду с Джозефом Николоси и Бенджамином Кауфманом) Национальной ассоциации по исследованию и терапии гомосексуальности.

## Биография
Родился 24 января 1922 года в Броктоне, штат Массачусетс.
В 13 лет познакомился с биографией Зигмунда Фрейда и решил стать врачом и психоаналитиком.
В 1952 году окончил Гарвардский колледж Гарвардского университета со степенью доктора медицины, а также Центр подготовки и исследований в области психоанализа Колумбийского университета по специальности «психоаналитическая медицина».
Преподавал психиатрию в Колумбийском университете и Даунстейтском медицинском центре Университет штата Нью-Йорк.
В 1978—1996 годах — профессор клинической психиатрии Медицинского колледжа имени Альберта Эйнштейна Иешива-университета.
Выступал с лекциями в Британском психоаналитическом обществе, Тавистокской клинике и Центре Анны Фрейд.
Пожизненный член Американской психоаналитической ассоциации, член Американской медицинской ассоциации, член Американской психиатрической ассоциации, член Ассоциации психоаналитической медицины, член Королевского медицинского общества, член Международной психоаналитической ассоциации и член Совета директоров Фонда психиатрических исследований Маргарет Малер.
Умер 25 декабря 2005 года от острой сердечной недостаточности, в возрасте 83 лет.

## Научная деятельность
Занимался изучением различных вопросов сексуального поведения человека: вуайеризм, гомосексуальность, педофилия, сексуальный мазохизм, сексуальный садизм, сексуальный фетишизм, трансвестизм, транссексуализм, эксгибиционизм, и множественных перверсий.
Исследовал различные стороны гомосексуальности, причины её возникновения и развития, как и различные пути добровольного изменения гомосексуальной ориентации на гетеросексуальную через разработанную им «репарационной» психотерапию.
Предложил рассматривать мужскую гомосексуальность в качестве невротического механизма психосоциальной адаптации, предпосылки которого возникают у ребёнка на стадии доэдипального формирования (в возрасте до двух лет) из-за нарушения процесса отделения сына от опеки матери и при слабой выраженности модели маскулинного поведения отца.
Совместно с Ирвингом Бибером и Лайонелом Овеси занимался усиленным продвижением в США психоаналитических методов лечения гомосексуальности.
Автор книг «Открытый гомосексуал» (1968), «По ту сторону сексуальной свободы» (1975), «Гомосексуальность» (1978), «Доэдипальное происхождение и психоаналитическая терапия сексуальных перверсий» (1988), «Гомосексуальность: психоаналитическая терапия» (1989), «Гомосексуальность: Реальность, фантазия и искусство» (1990; в соавт.), «Сексуальная политика и научная логика: проблема гомосексуальности» (1992), «Гомосексуальность: свобода слишком далеко» (1995), «Объекты желания: сексуальные девиации» (2002; в соавт.) и др.

Хотя некоторые консерваторы поддерживают взгляды Сокарайдеса на гомосексуальность, критики считают, что они устарели и не имеют научной основы. Так, директор Национального центра сексуальных ресурсов в Сан-Франциско Гилберт Хердт написал:
Его идеи пережили то, что большинство его коллег считали научным, правдивым и честным... Его теория прошла путь от господствующей парадигмы до признания эксцентричной.
На данный момент гомосексуальность не считается болезнью ни в DSM от АПА, ни в МКБ от ВОЗ. Множеством крупных ассоциаций в сфере здравоохранения терапия гомосексуальности признана псевдонаучной и опасной. В отчёте Американской психологической ассоциации был сделан вывод, что теории, связывающие семейную динамику, гендерную идентичность или травму с возникновением гомосексуальности, не подтверждаются доказательствами, как и эффективность репаративной терапии. Неэффективность и потенциальная опасность репаративной терапии подтверждаются обзором и систематическим обзором исследований.

## Награды
- Премия Зигмунда Фрейда (1987) Американского общества врачей-психоаналитиков «в знак признания выдающихся заслуг перед психиатрией и психоаналитическими исследованиями»[4][5].
- Заслуженный психоаналитик Ассоциации психоаналитических психологов (1995)[4][5];
- Лекторская премия имени Зигмунда Фрейда Нью-Йоркского центра психоаналитической подготовки[4][5];

## Противостояние с АПА
Сокарайдес выступил категорически против решения Американской психиатрической ассоциации исключить гомосексуальность из «Диагностического и статистического руководства по психическим расстройствам», и он продолжал определять гомосексуальность психическим заболеванием.
По мнению[где?] Рональда Байера, основной теории Ч. Сокарайдеса и его последователей является тезис о том, что «гомосексуальность строится на боязни матери, агрессивной атаке против отца, наполнена агрессией, разрушением и самообманом». Согласно данным Сокарайдеса, «почти половина тех, кто участвует в гомосексуальных действиях, имеют сопутствующую шизофрению, паранойю, латентную / псевдоневротическую шизофрению или находятся во власти маниакально-депрессивных реакций».
П. Дж. Бьюкенен, сторонник палеоконсерватизма и религиозной морали, со ссылкой на статью Сокарайдеса «Как Америка стала гейской» в журнале America отметил следующее: 
Доктор Сокарайдес описывает, каким образом культурная революция превратила "патологию" в норму жизни. Он пишет: "Активисты не стали мельчить. Они приступили к обработке мировых — не национальных! — светил психологического сообщества и сумели нейтрализовать их полным переосмыслением самого термина "гомосексуальность". В 1972 и 1973 годах они переизбрали руководящие органы Американской психиатрической ассоциации и, проведя ряд манёвров и интриг, буквально за ночь "исцелили" гомосексуальность как явление. Ассоциация по их наущению заявила, что влечение к лицам своего пола не является противоестественным. Это всего лишь индивидуальная особенность — столь же нейтральная, как, скажем, леворукость. Тех, кто не соглашался с этим политическим переосмыслением, вскоре заставили замолчать с помощью административных мер. Наши лекции отменялись без предупреждения, наши исследования и статьи без объяснения причин отвергались научными журналами.".
Отреагировав на обсуждения, проходившие в АПА, Сокерайдес и Бибер сформировали спецкомитет против удаления гомосексуальности из диагностического и статистического руководства по психическим расстройствам. Однако, несмотря на приглашение к диалогу, реальные данные в подтверждение преследуемых ими теорий предоставлены не были.
После того, как попечительский совет АПА признал, что гомосексуальность не является болезнью, комитет, возглавляемый Сокарайдесом, начал настаивать на всеобщем голосовании членов АПА по этому вопросу. Сокарайдес, защищая эту идею, утверждал, что голосование — это «удивительно демократическое, жизненно важное решение». Джадд Мармор, участник событий тех лет и сторонник депатологизации, считает, что именно его оппоненты во главе с Ирвингом Бибером и Чарльзом Сокарайдесом политизировали процесс принятия решения о депатологизации, настояв на проведении всеобщего голосования.

## Личная жизнь
Сокарайдес был четырежды женат; последний раз в 1988 на Клэр Алфорд Сокарайдес. В первом браке у него были сын и дочь, умершая в 1991 году. Во втором браке родилось ещё двое детей, третий был бездетным, и один ребёнок родился у Сокарайдеса в четвёртом браке.
Сын от первого брака Ричард Сокарайдес — открытый гей. Он стал участником ЛГБТ-движения, работал в администрации Клинтона в качестве старшего советника по связям с геями и лесбиянками, а затем возглавил отделение корпоративных коммуникаций кинокомпании «New Line Cinema».

## Научные труды

### Монографии
- Socarides, Charles W. (1995). Homosexuality: A Freedom Too Far. Roberkai. ISBN 0-9646642-5-9.
- Socarides, Charles W. (1978). Homosexuality. Jason Aronson, Inc. ISBN 0-87668-355-3.
- Socarides, Charles W.; & Karasu, Toksoz B. (1979). On Sexuality: Psychoanalytic Observations. International Universities Press[англ.]. ISBN 0-8236-3857-X.
- Socarides, Charles W. (1975). Beyond Sexual Freedom. New York Times/Quadrangle Books. ISBN 0-8129-0532-6.
- Socarides, Charles W.; & Kramer, Selma (1975). Work and Its Inhibitions: Psychoanalytic Essays. International Universities Press. ISBN 0-8236-6866-5.
- Socarides, Charles W. (1977). The World of Emotions: Clinical Studies of Affects and Their Expression. International Universities Press[англ.]. ISBN 0-8236-6867-3.
- Volkan, Vamik D.; & Socarides, Charles W. (1990). The Homosexualities: Reality, Fantasy, and the Arts. International Universities Press[англ.]. ISBN 0-8236-2347-5.
- Socarides, Charles W. (1968). The Overt Homosexual. Jason Aronson, Inc. ISBN 0-87668-162-3.
- Loeb, Loretta L.; & Socarides, Charles W. (2004). The Mind of the Paedophile: Psychoanalytic Perspectives. Karnac. ISBN 1-85575-970-5.
- Socarides, Charles W. (1988). Preoedipal Origin and Psychoanalytic Therapy of Sexual Perversions. International Universities Press[англ.]. ISBN 0-8236-4287-9.
- Socarides, Charles W. (1989). Homosexuality: Psychoanalytic Therapy. Jason Aronson, Inc. ISBN 0-87668-814-8.
- Volkan, Vamik D.; & Socarides, Charles W. (1991). The Homosexualities and the Therapeutic Process. International Universities Press[англ.]. ISBN 0-8236-2348-3.
- Socarides, Charles W.; & Freedman, Abraham (2002). Objects of Desire: The Sexual Deviations. International Universities Press[англ.]. ISBN 0-8236-3731-X.
- Jennings, James; & Socarides, Charles W. (1994). A Day at a Time: Daily Reflections for Recovering People. Hazelden Foundation. ISBN 1-56838-048-8.
- Siegel, Elaine V.; & Socarides, Charles W. (1984). Dance-Movement Therapy: Mirror of Our Selves: A Psychoanalytic Approach. Human Sciences Press. ISBN 0-89885-193-9.
- Socarides, Charles W. (1992). Sexual politics and scientific logic: The Issue of Homosexuality. Association for Psychohistory. ASIN B0006RCH62.

### Статьи
- Socarides C. W. Pathological Stealing as a Reparative Move of the Ego. // Psychoanalytic Review[англ.]. 1954. 41(3):246-252.
- Socarides C. W. A Clinical Note on the Isakower Phenomenon. // Psychoanalytic Review[англ.]. 1955. 42(1):95-98.
- Socarides C. W. The Function of Moral Masochism: With Special Reference to the Defence Processes. // The International Journal of Psychoanalysis, 1958. 39:587-597.
- Socarides C. W. Meaning and Content of a Pedophiliac Perversion // Journal of the American Psychoanalytic Association[англ.]. 1959. vol. 7, 1: pp. 84–94. doi:10.1177/000306515900700103
- Socarides C. W. Theoretical and Clinical Aspects of Overt Male Homosexuality // Journal of the American Psychoanalytic Association[англ.]. 1960. vol. 8, 3: pp. 552–566. doi:10.1177/000306516000800311
- Socarides C. W. Theoretical and Clinical Aspects of Overt Female Homosexuality // Journal of the American Psychoanalytic Association[англ.]. 1962. vol. 10, 3: pp. 579–592.
- Socarides C. W. The Development of A Fetishistic Perversion: The Contribution of Preoedipal Phase Conflict // Journal of the American Psychoanalytic Association[англ.], 1960. vol. 8, 2: pp. 281–311. doi:10.1177/000306516000800204, PMID 13832410
- Socarides C. W. Homosexuality. A Psychoanalytic Study: By Irving Bieber, et al. New York: Basic Books, Inc., 1962. 358 pp.. // Psychoanalytic Quarterly[англ.], 1963. 32:111-114.
- Socarides C. W. ‘On Vengeance: The Desire to “Get Even”’ // Journal of the American Psychoanalytic Association[англ.]. 1966. 14(2), pp. 356–375. doi: 10.1177/000306516601400206., PMID 5941056
- Socarides C. W. A Provisional Theory of Aetiology in Male Homosexuality — A Case of Preoedipal Origin. // The International Journal of Psychoanalysis, 1968. 49:27-37.
- Socarides C. W. Sexual Problems: Diagnosis and Treatment in Medical Practice: Edited by Charles William Wahl, M. D. New York: The Free Press, 1967. 300 pp. // Psychoanalytic Quarterly[англ.]. 1968. 37:446-448.
- Socarides C. W. Psychoanalytic Therapy of a Male Homosexual // The Psychoanalytic Quarterly. 1969. 38:2, 173-190. doi:10.1080/21674086.1969.11926487
- Socarides C. W. The Desire for Sexual Transformation: A Psychiatric Evaluation of Transsexualism // American Journal of Psychiatry. 1969. 125:10, 1419-1425 doi:10.1176/ajp.125.10.1419
- Socarides C. W. Homosexuality and Medicine. // JAMA. 1970. 212(7):1199–1202. doi:10.1001/jama.1970.03170200063009
- Socarides C. W. A Psychoanalytic Study of the Desire for Sexual Transformation ('Transsexualism'): the Plaster-Of-Paris Man // The International Journal of Psychoanalysis, 1970. 51:341-349
- Socarides C. W. On disillusionment: The desire to remain disappointed. // British Journal of Medical Psychology[англ.]. 1971. 44(1), 35–44.  doi:10.1111/j.2044-8341.1971.tb02144.x
- Socarides C. W. Science and Psychoanalysis, Volume XV. Dynamics of Deviant Sexuality: Edited by Jules H. Masserman, M.D. New York: Grune & Stratton, Inc., 1969. 106 pp. // Psychoanalytic Quarterly[англ.]. 1971. 40:689-692.
- Socarides C. W. Sexual perversion and the fear of engulfment. // International Journal of Psychoanalytic Psychotherapy. 1973. 2(4), 432–448.
- Stoller R. J.[англ.], Marmor J.[англ.], Bieber I.,  Gold R., Socarides C. W., Green R., Spitzer R. L. A Symposium: Should Homosexuality Be in the APA Nomenclature? // American Journal of Psychiatry. 1973. 130:11, 1207-1216 doi:10.1176/ajp.130.11.1207
- Socarides C. W. Sexuality and Homosexuality. A New View: By Arno Karlen. New York: W. W. Norton & Co., Inc., 1971. 666 pp. // Psychoanalytic Quarterly[англ.]. 1973. 42:280-283.
- Socarides C. W. The Demonified Mother: A Study of Voyeurism and Sexual Sadism. // The International Journal of Psychoanalysis. 1974. 1:187-195.
- Socarides C. W. The Nature and Evolution of Female Sexuality: By Mary Jane Sherfey, M.D. New York: Random House, 1972. 188 pp. // Psychoanalytic Quarterly[англ.], 1975. 44:153-156.
- Socarides C. W. Lesbianism: A Study of Female Homosexuality: By David H. Rosen. Springfield, Illinois: Thomas. 1974. Pp. 123. // The International Journal of Psychoanalysis, 1975. 56:485-487.
- Socarides C. W. Beyond Sexual Freedom: Clinical Fallout // American Journal of Psychotherapy. 1976. 30:3, 385-397
- Socarides C. W. Perversion. The Erotic Form of Hatred: By Robert J. Stoller, M.D. New York: Pantheon Books, 1975. 240 pp.. // Psychoanalytic Quarterly[англ.]. 1977. 46:330-333.
- Socarides C. W. Psychodynamics and Sexual Object Choice. II // Contemporary Psychoanalysis. 1976. 12:3, 370-378, doi:10.1080/00107530.1976.10745446
- Socarides C. W. The Sexual Deviations and the Diagnostic Manual // American Journal of Psychotherapy. 1978. 32:3, 414-426 doi:10.1176/appi.psychotherapy.1978.32.3.414
- Socarides C. W. Why Sirhan Killed Kennedy: Psychoanalytic Speculations on an Assassination // Journal of Psychohistory[англ.]. 1979. Vol. 6. № 4: 447.
- Socarides C. W. Some Problems Encountered in the Psychoanalytic Treatment of Overt Male Homosexuality // American Journal of Psychotherapy. 1979 33:4, 506-520 doi:10.1176/appi.psychotherapy.1979.33.4.506
- Socarides C. W., Volkan V. D. Challenging the Diagnostic Status of Homosexuality. // American Journal of Psychiatry, 1981. 138(9), pp. 1256-a–1257
- Socarides C. W. Alienation in Perversions: By M. Masud R. Khan. New York: International Universities Press, Inc., 1979. 245 pp.. // Psychoanalytic Quarterly[англ.]. 1982. 51:133-136.
- Socarides C. W. Infantile Origins of Sexual Identity: By Herman Roiphe, M.D. and Eleanor Galenson, M.D. New York: International Universities Press, Inc., 1981. 301 pp.. // Psychoanalytic Quarterly[англ.]. 1984. 53:454-459.
- Socarides C. W. Observing the Erotic Imagination: By Robert J. Stoller, M.D. New York/London: Yale University Press, 1985. 228 pp. // Psychoanalytic Quarterly[англ.]. 1987. 56:702-706.
- Socarides C. W. The Need to Have Enemies and Allies: from Clinical Practice to International Relations. Vamik D. Volkan. Northvale, NJ: Aronson, 1988, xix + 298 pp. // Psychoanalytic Review[англ.]. 1989. 76(4):614-616.
- Socarides C. W. Adult-child sexual pairs: Psychoanalytic findings. // Journal of Psychohistory[англ.]. 1991. 19(2), 185–189.
- Socarides C. W. Male Homosexuality. A Contemporary Psychoanalytic Perspective: By Richard C. Friedman. New Haven/London: Yale University Press, 1988. 296 pp.. // Psychoanalytic Quarterly[англ.]. 1991. 60:686-688.
- Socarides C. W. Sexual Politics and Scientific Logic: The Issue of Homosexuality // Journal of Psychohistory[англ.]. 1992. Vol. 19. № 3.: 307.
- Socarides C. W. Pain & Passion. A Psychoanalyst Explores The World Of S & M. : By Robert J. Stoller, M.D. New York/London: Plenum Press, 1991. 306 pp. // Psychoanalytic Quarterly[англ.]. 1995. 64:402-407.
- Socarides C. W. Treating Survivors of Satanist Abuse: An Invisible Trauma edited by Valerie Sinason New York/London: Routledge, 1994, 332 pp., $62.95; $19.95 paper. // Psychoanalytic Books. 1998. 9(2):262-266.